# Срединный хребет
Среди́нный хребе́т — горная цепь, главный водораздельный хребет на полуострове Камчатка.

## Описание

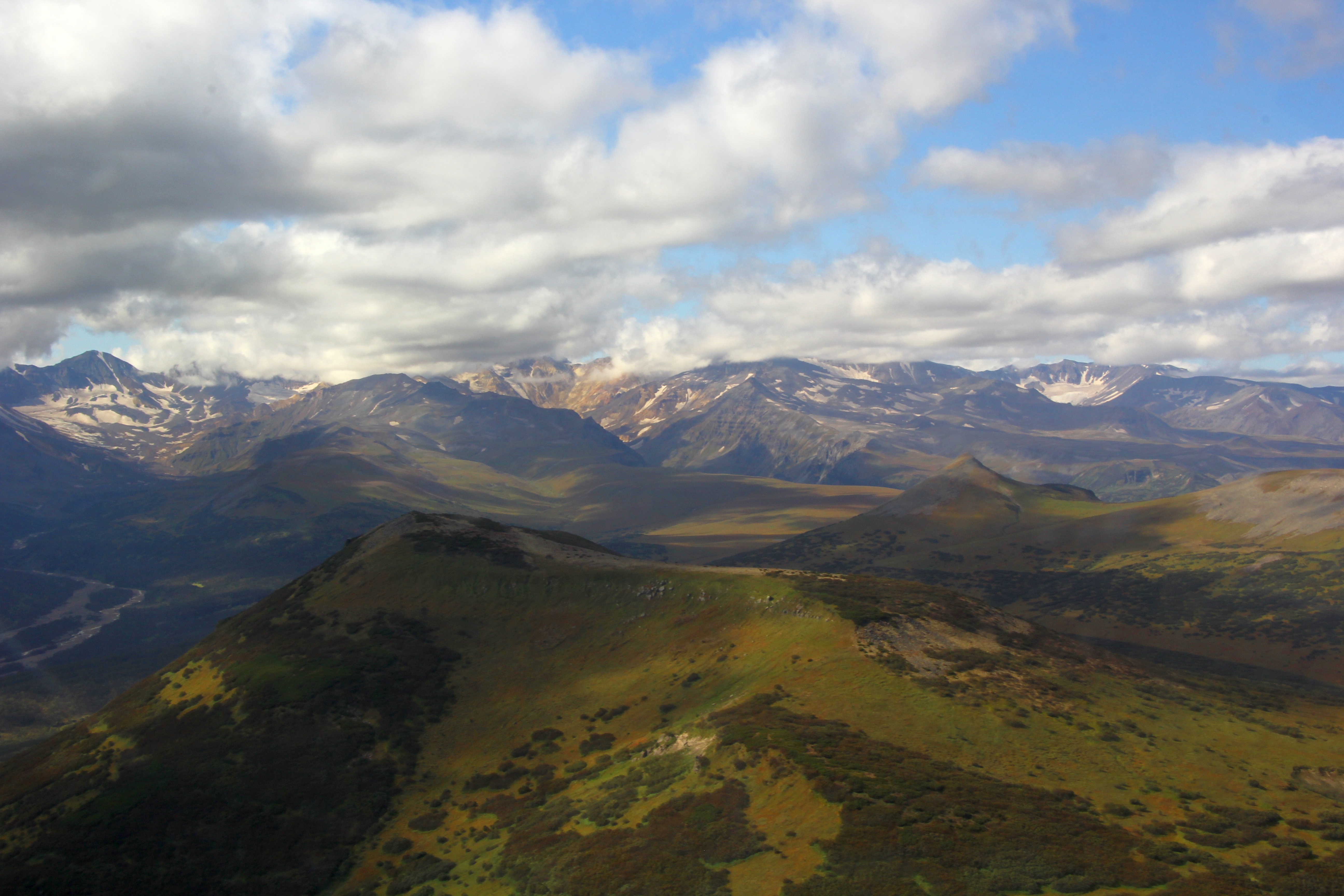
Срединный хребет (район рек Левая Белая и Правая Киревна)

Длина — около 1200 км, средние высоты составляют 1200—1400 м. Является глубокорасчленённой системой с большим разнообразием форм рельефа, изменяющихся от альпийского и среднегорного типов до лавовых плато с конусообразными вулканическими постройками. Простирается с севера на юг, содержит большое количество вулканов, в основном щитовидных и стратовулканов. Кроме вулканов, состоит из лавовых плато, отдельных горных массивов и изолированных вершин, покрытых ледниками (общая площадь 866 км²). Выделяются хребты Малкинский, Козыревский и Быстринский.
Высочайшая точка — Ичинская Сопка (3607 м).
Многие вулканы превышают 2000 м: Хувхойтун (2618 м), г. Алней (2581 м), г. Шишель (2531 м), Острая Сопка (2539 м). Реки, стекающие со склонов Срединного хребта, в верховьях расположены очень близко друг к другу. В нижней и средней частях склонов — хвойные леса из лиственницы Каяндера и ели аянской и лиственные леса из каменной берёзы, выше — заросли кедрового и ольхового стланика и горная тундра.

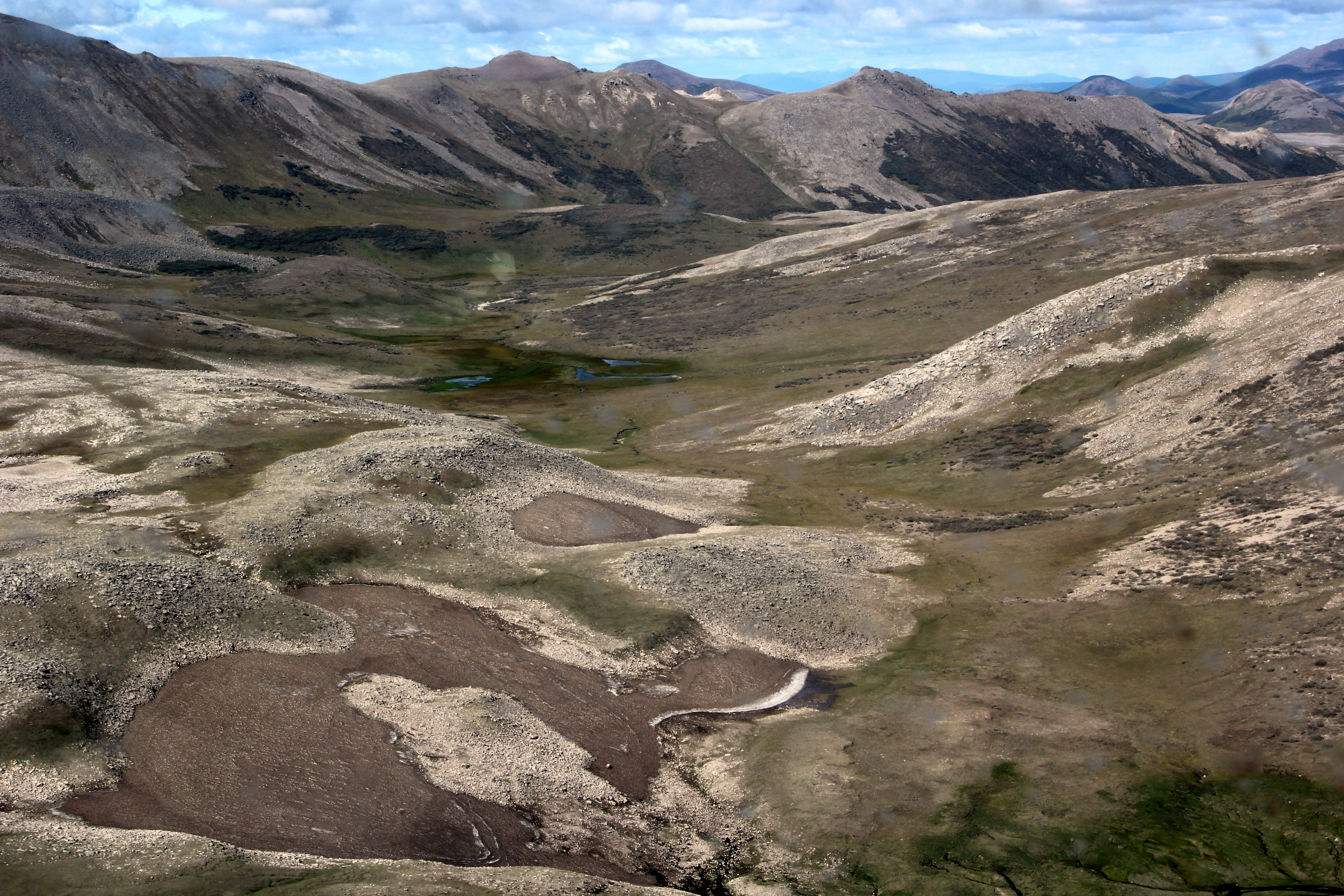
Срединный хребет

Всего хребет состоит из 28 перевалов и 11 вершин, большая часть перевалов находится в северной части. Хребет асимметричен: его западный склон относительно пологий, а восточный, совпадающий с центральнокамчатским разломом, очень крутой. Для центральной части хребта обычны значительные расстояния между крупными вершинами. Южная часть хребта характеризуется высокой степенью расчленённости на отдельные массивы, отличающиеся асимметрией склонов.

## Срединный вулканический пояс
Вулканы в Срединном хребте образуют Срединный вулканический пояс, который делится на вулканические районы:
- Алнейский вулканический район[9]
- Анаунский вулканический район[10]
- Западный вулканический район[11]
- Ичинский вулканический район[12]
- Калгаучский вулканический район[13]
- Козыревский вулканический район[14]
- Северный вулканический район[15]
- Седанкинский вулканический район[16]
- Уксичанский вулканический район[17]